# Metilare
În chimie, metilarea reprezintă procesul chimic de adiție a unei grupe alchilice de tip metil la un substrat sau de substituție a unui atom sau grupe de atomi cu o grupă metil. Metilarea este un tip particular de alchilare, fiind cel mai simplu proces de acest tip.

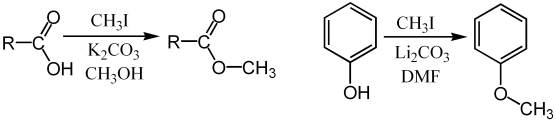
Exemple de reacții de metilare cu ajutorul iodometanului:
metilarea unui acid carboxilic sub formă de sare de potasiumetilarea unui fenol

În context biochimic, procesele celulare de metilare sunt catalizate de către enzime și sunt implicate de obicei în modificarea metalelor grele, reglarea expresiei genice și a funcției proteice și în procesarea ARN-ului.

## În biologie

### Metanogeneză

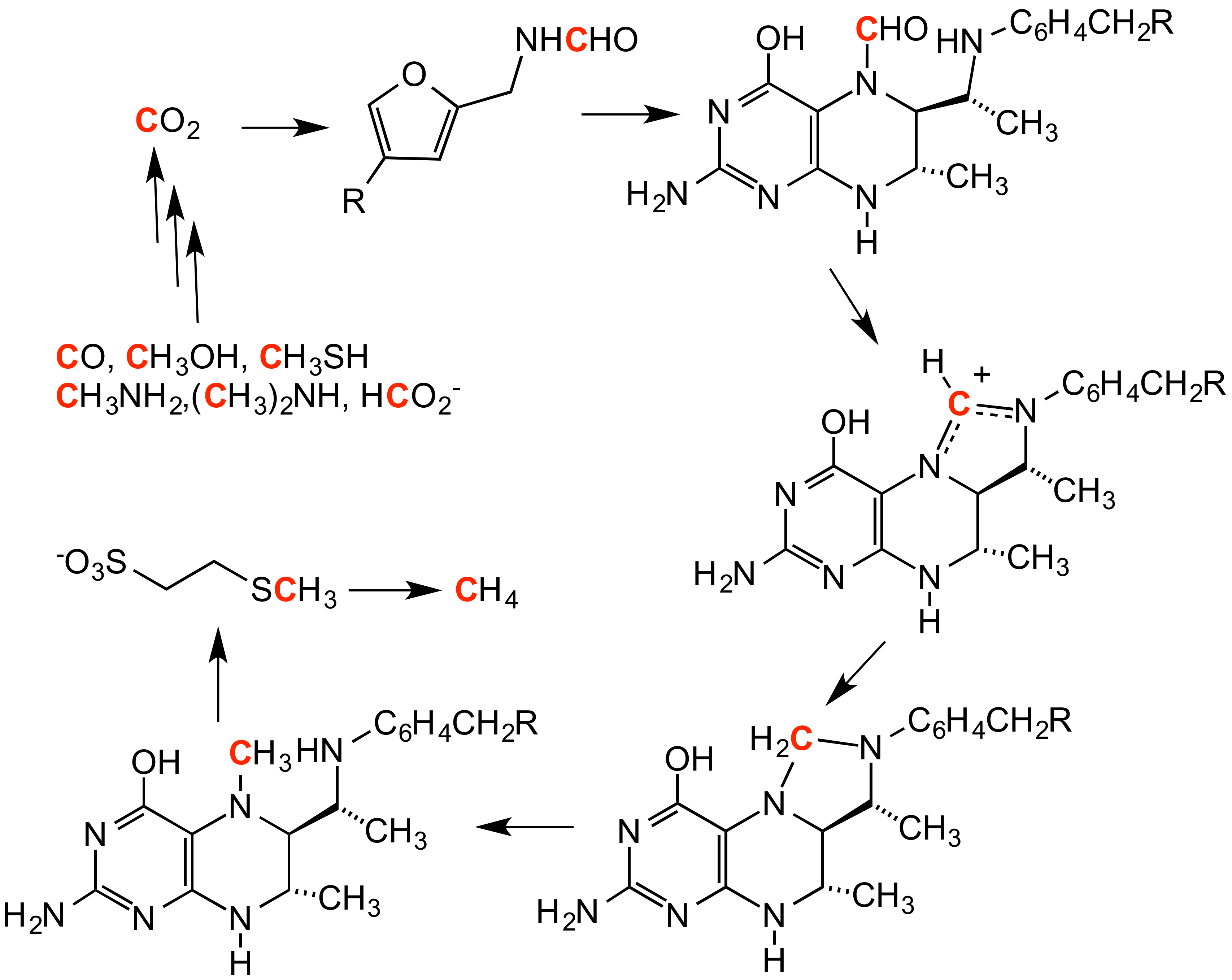
Ciclul metanogenezei, prezentând și produșii intermediari

Metanogeneza, procesul prin care se obține metanul, este rezultatul mai multor reacții de metilare. Metanogeneza depinde de prezența bacteriilor metanogene care își desfășoară activitatea în condiții strict anaerobe. În medii anoxice, metanogeneza este ultima etapă în descompunerea biomasei.

### O-metiltransferază
O mare varietate de fenoli suferă reacții de O-metilare prin care se obțin derivați ai anisolului. O-metilarea, catalizată de enzime precum cafeoil-CoA O-metiltransferază, este o reacție cheie în biosinteza lignolilor, precursori ai ligninei, o componentă structurală majoră a plantelor.

### 5-O-metilare
Plantele produc flavonoide și izoflavone prin metilări la gruparea hidroxil. Reacția de 5-O-metilare afectează solubilitatea flavonoidelor în apă. Exemple includ 5-O-metilgenisteina (C16H12O5), 5-O-metilmiricetina (C16H12O8) și 5-O-metilquercetina (C16H12O7), cunoscută și ca azaleatină.

### Metilare epigenetică

#### Metilarea ADN
Metilarea citozinelor în poziția 5' a inelului pirimidinic este o modificare adesea dar nu exclusiv întâlnită în ADN-ul mamiferelor la nivelul secvențelor CpG.
La mamifere, regiunile bogate în dinucleotide CpG sunt numite insule CpG; în genomul uman cel puțin 60% din regiunile promotoare ale genelor care codifică proteine sunt asociate cu o insulă CpG. În funcție de densitatea grupărilor metil din regiunile promotoare situate la capătul 5' terminal sau în primul exon/intron al genei, metilarea ADN va dicta poziția și momentul când este inițiată expresia genelor. Metilarea ADN oferă de asemenea informații asupra locului unde regiunile codante se regăsesc în gene.
În celulele normale, insulele CpG sunt nemetilate, în timp ce dinucleotidele CpG sporadice regăsite în restul genomului sunt metilate. În timpul procesului de îmbătrânire, are loc o inversare treptată a profilului de metilare, care conduce la metilarea insulelor CpG și la o pierdere globală a nivelului de metilare; această schimbare este foarte pronunțată și în decursul procesului de carcinogeneză.

#### Metilarea ARN
Metilarea ARN are loc în diferite specii de ARN viz. ARNt, ARNr, ARNm, ARNtm, ARNsn, ARNsno, miARN și ARN viral. Sunt utilizate diferite strategii catalitice printr-o varietate de ARN-metiltransferaze. Se presupune că metilarea ARN a existat înainte de metilarea ADN în primele forme de viață de pe Pământ.
N6-metiladenozina (m6A) este cea mai comună și abundentă modificare de acest tip în moleculele de ARN prezente la eucariote. De asemenea, 5-metilcitozina (5-mC) apare frecvent în diferite molecule de ARN. Datele recente sugerează că metilările m6A și 5-mC afectează reglarea diferitelor procese biologice, cum ar fi stabilitatea ARN și translația ARNm, iar metilarea ARN anormală contribuie la etiologia bolilor umane.

## În chimie

### Metilare electrofilă
Metilările sunt de obicei realizate folosind surse de metil electrofile, cum ar fi iodometan, sulfat de dimetil, carbonat de dimetil sau clorură de tetrametilamoniu. Agenți de metilare mai puțin obișnuiți, dar mai puternici și mai periculoși, includ triflatul de metil, diazometanul și fluorosulfonatul de metil. Toți acești agenți reacționează prin substituții nucleofile SN2. De exemplu, un carboxilat poate fi metilat la oxigen pentru a obține un ester metilic, un alcoxid poate fi metilat pentru a obține un eter, iar un enolat poate fi metilat la carbon pentru a obține o cetonă.

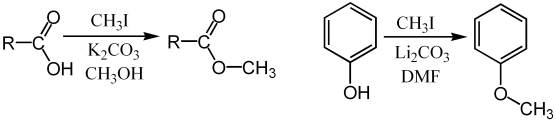
Metilarea unui acid carboxilic și a unui fenol folosind iodometan

Metilarea Purdie este o metodă specifică pentru metilarea la oxigen a carbohidraților folosind iodometan și oxid de argint.

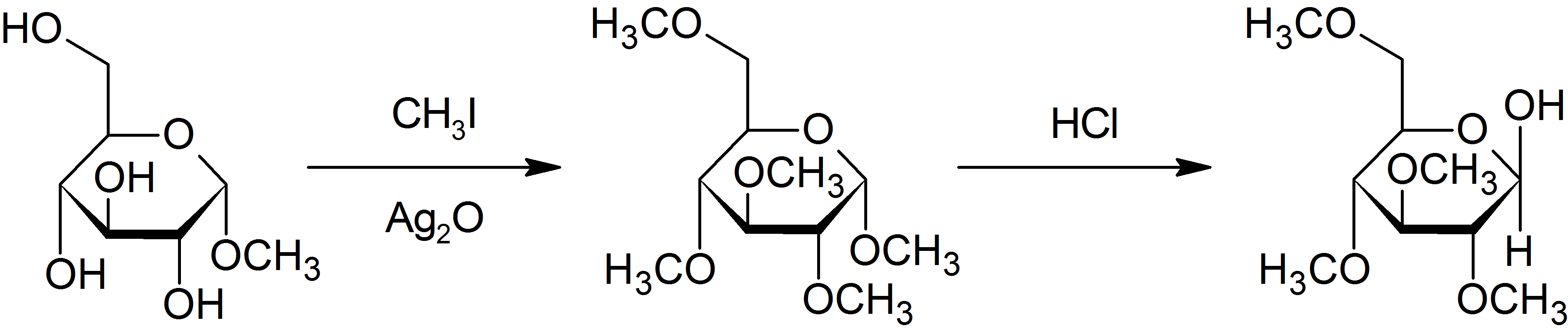
Metilarea Purdie

### Metilare Eschweiler-Clarke
Metilarea Eschweiler-Clarke este o metodă de metilare a aminelor. Prin această metodă se evită riscul de cuaternizare, întâlnită atunci când aminele sunt metilate cu halogenuri de metil. Se obțin amine secundare și terțiare.

Schema metilării Eschweiler-Clarke

### Diazometan și trimetilsilildiazometan
Diazometanul și analogul său mai sigur trimetilsilildiazometan metilează acizi carboxilici, fenoli și chiar alcooli:
RCO2H + tmsCHN2 + CH3OH → RCO2CH3 + CH3Otms + N2
Această metodă oferă avantajul că produsele secundare sunt îndepărtate cu ușurință din amestec.

### Metilare nucleofilă
Metilarea implică uneori utilizarea agenților metilici nucleofili. Agenți de metilare puternic nucleofili includ metillitiu (CH3Li) și reactivi Grignard, precum bromura de metilmagneziu (CH3MgBr). De exemplu, CH3Li va adiționa grupări metil la gruparea carbonil (C=O) în cetone și aldehide:
Agenți de metilare mai blânzi includ tetrametilstaniul, dimetilzincul și trimetilaluminiul.